# Parmotremopsis phlyctina
Parmotremopsis phlyctina är en lavart som först beskrevs av Hale, och fick sitt nu gällande namn av Elix & Hale. Parmotremopsis phlyctina ingår i släktet Parmotremopsis och familjen Parmeliaceae.   Inga underarter finns listade i Catalogue of Life.